# Mercato elettrico
Il mercato elettrico è un sistema che consente lo scambio di energia elettrica, attraverso una rete elettrica. Storicamente, l'elettricità veniva venduta principalmente da aziende produttrici di energia elettrica e acquistata dai consumatori o dai rivenditori di energia elettrica.
L'industria elettrica ha avuto origine alla fine del XIX secolo negli Stati Uniti e nel Regno Unito. Nel corso del XX secolo e fino ai giorni nostri si sono verificati profondi cambiamenti nella gestione economica dell'energia elettrica. I cambiamenti si sono verificati in diverse regioni e paesi per molte ragioni, che vanno dai progressi tecnologici (sul lato della domanda e dell'offerta) alla politica e all'ideologia.
A cavallo del XXI secolo, diversi paesi hanno ristrutturato il loro settore elettrico, sostituendo il mercato elettrico tradizionale, verticalmente integrato e strettamente regolamentato, con meccanismi di mercato per la generazione, la trasmissione, la distribuzione e la vendita al dettaglio dell’elettricità. Gli approcci di mercato tradizionali e competitivi corrispondono vagamente a due visioni dell’industria: la deregolamentazione stava trasformando l’elettricità da un servizio pubblico (come le fognature) in un bene commerciabile (come il petrolio greggio).
Negli ultimi anni, i governi hanno riformato i mercati elettrici per migliorare la gestione delle energie rinnovabili intermittenti e ridurre le emissioni di gas serra.

## Servizi
La struttura del mercato elettrico è piuttosto complessa. Spesso i mercati includono meccanismi per gestire una serie di servizi rilevanti oltre all'energia. I servizi possono includere:
- dal lato dell’offerta, un mercato elettrico all’ingrosso (tutti questi utilizzano limiti di offerta o price cap in qualche forma)
- dal lato della domanda, un mercato elettrico al dettaglio

Un semplice mercato all'ingrosso dell'elettricità che trattasse solo di energia elettrica non considererebbe altri servizi che potrebbero supportare il sistema, e una volta implementato da solo avrebbe problemi. Per tenere conto ciò, la struttura del mercato elettrico in genere comprende:
- Servizi ausiliari non direttamente correlati alla produzione di elettricità. Questi non genererebbero reddito nel modello solamente energetico, ma sono essenziali per il funzionamento complessivo del sistema (mercato del controllo della frequenza, controllo della tensione e gestione della potenza reattiva, risposta inerziale e altri).[4]
- Mercato della capacità o altri meccanismi che forniscano un flusso di reddito necessario per costruire e mantenere unità di generazione aggiuntive (riserve) per lo scenario peggiore.[4] In una giornata tipica, queste unità non vengono mai utilizzate (non vengono dispacciate) e quindi non produrrebbero ricavi in un mercato solo energetico.
- Mercato basato sui costi con costi verificati che sostituiscono le offerte dei produttori nei luoghi in cui il potere di mercato locale è un problema.[5]

I mercati al dettaglio dell’elettricità concorrenziali sono stati in grado di mantenere la loro struttura semplice.
Inoltre, esistono mercati per i diritti di trasmissione e derivati dell'elettricità come futures e opzioni sull'elettricità, che sono negoziati attivamente.
L’esternalità di mercato delle emissioni di gas serra viene talvolta gestita attraverso il prezzo del carbonio (carbon pricing).

## Teoria economica
Il mercato dell’elettricità è caratterizzato da caratteristiche uniche che sono atipiche nei mercati delle materie prime o dei beni di consumo.

### Generazione

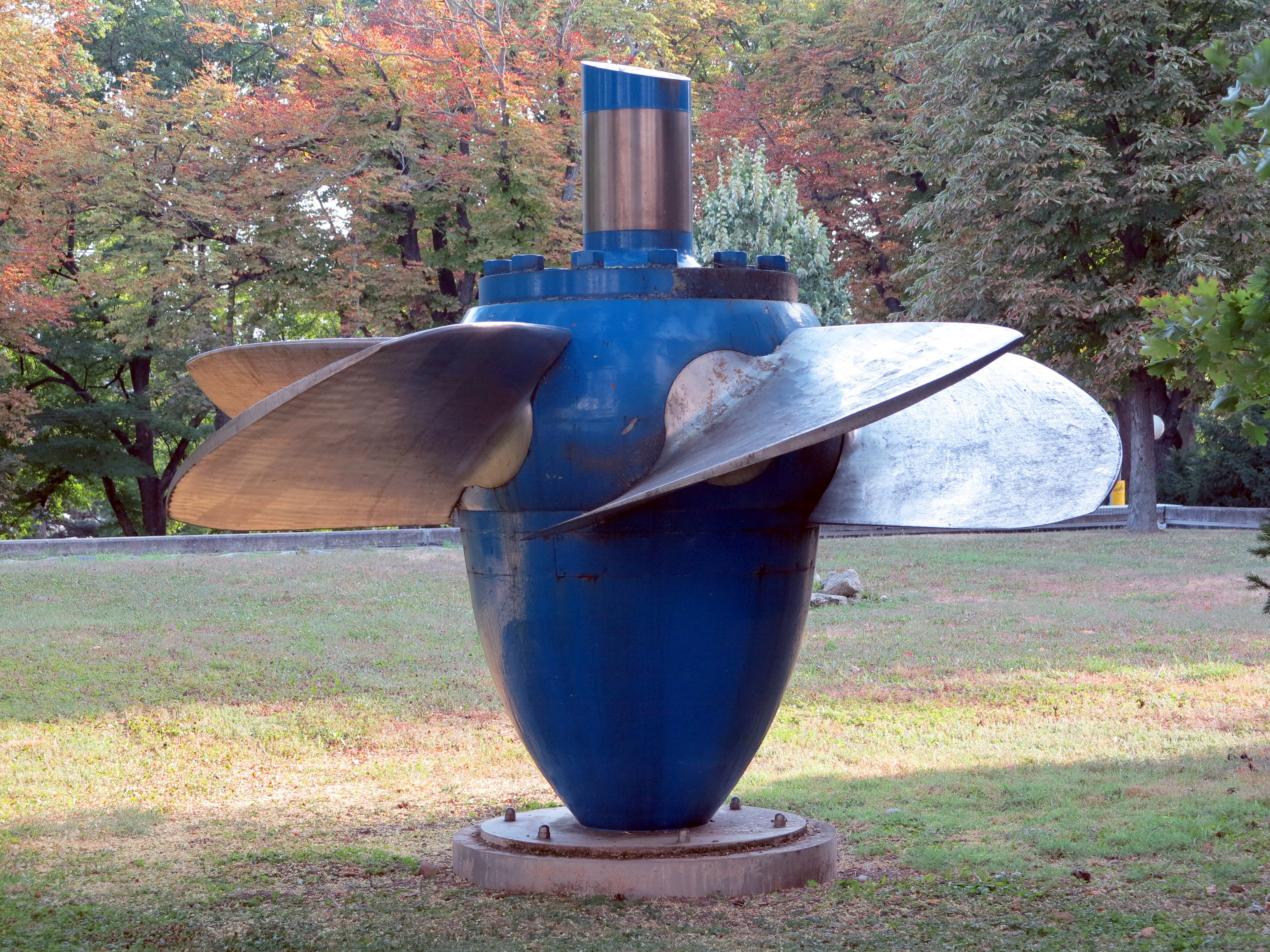
Turbina Kaplan di centrale idroelettrica

L'energia elettrica è solitamente disponibile su richiesta. Affinché ciò sia possibile, l'offerta deve corrispondere in maniera molto fedele alla domanda in ogni momento, nonostante le continue variazioni di entrambe (bilanciamento della rete elettrica). Spesso gli unici margini di sicurezza sono quelli forniti dall'energia cinetica delle macchine elettriche in rotazione (generatori sincroni e turbine). In caso di discrepanza tra domanda e offerta, i generatori assorbono energia accelerando o ne rilasciano rallentando, provocando un aumento o una diminuzione della frequenza di rete (50 o 60 hertz, a seconda degli standard elettrici). Tuttavia, la frequenza non può discostarsi troppo dal valore imposto: molti elementi del sistema elettrico possono essere danneggiati da valori di  frequenza al di fuori di un determinato intervallo stabilito in fase di progettazione e quindi si disconnetteranno automaticamente dalla rete per proteggersi, innescando potenzialmente un black out.
Esistono molti altri vincoli fisici ed economici che influenzano la rete elettrica e il mercato:
- Un consumatore tipico non è a conoscenza della frequenza attuale del sistema e paga un prezzo fisso per un'unità di energia che non dipende dall'equilibrio tra domanda e offerta, e quindi può aumentare o diminuire improvvisamente i propri consumi;
- Le fonti energetiche rinnovabili intermittenti sono variabili a causa della dipendenza dalle condizioni meteorologiche e possono aumentare o diminuire da un minuto all'altro;
- Gli impianti a combustibili fossili e nucleari hanno delle restrizioni sul tasso di incremento di potenza: si va da 5-30 minuti negli impianti a gas, ore in quelli a carbone, e anche di più per quelli nucleari;
- Molti impianti a combustibili fossili non possono essere eserciti al di sotto del 20-60% della potenza nominale;
- A causa degli elevati costi di avviamento, il costo di produzione dell'elettricità potrebbe differire dal costo marginale in alcuni intervalli di tempo, costringendo così i fornitori a presentare offerte superiori al costo marginale.

### Reti
Le reti elettriche sono monopoli naturali, perché non è fattibile costruire più reti che competano tra loro. Per porre rimedio a questa situazione, molte reti elettriche sono regolamentate per fronteggiare il rischio di speculazione sui prezzi. I due principali tipi di regolamentazione dei prezzi di rete sono:
- Regolamentazione del costo del servizio: i prezzi si basano sul costo effettivo di gestione della rete
- Regolamentazione degli incentivi: i prezzi sono limitati in base a una stima preventiva dei costi. La differenza tra i costi effettivi e quelli stimati determina un guadagno o una perdita per l'operatore di rete.

La configurazione della rete di trasmissione limita la quantità di elettricità che può essere trasmessa da un'area strettamente interconnessa (nodo) a un'altra, quindi un generatore in un nodo potrebbe non essere in grado di soddisfare un carico in un altro nodo (a causa della congestione della linea elettrica), creando potenzialmente frammenti del mercato che devono essere serviti con la generazione locale (sacche di carico).

## Mercato all'ingrosso
Il mercato all'ingrosso dell'energia elettrica, detto anche borsa elettrica, è un sistema che consente acquisti, tramite domande di acquisto (bid) e vendite, tramite offerte di vendita (offer). Il prezzo viene determinato tramite i principi di domanda e offerta. I contratti a lungo termine sono simili ai power purchase agreement e sono generalmente considerati transazioni bilaterali private tra controparti.
Un mercato all'ingrosso dell'elettricità esiste quando i produttori concorrenti offrono la loro produzione di elettricità ai rivenditori al dettaglio. I rivenditori quindi rideterminano il prezzo dell'elettricità e la immettono sul mercato al dettaglio. Mentre un tempo i prezzi all'ingrosso erano di esclusiva competenza dei grandi fornitori al dettaglio, i mercati stanno iniziando ad aprirsi sempre di più agli utenti finali. L'acquisto di energia elettrica direttamente dai generatori da parte dei consumatori è un fenomeno relativamente recente.
L'acquisto di energia elettrica all'ingrosso non è privo di svantaggi (incertezza del mercato, costi di partecipazione, spese di attivazione, investimenti collaterali e costi organizzativi, poiché l'elettricità dovrebbe essere acquistata quotidianamente); tuttavia, maggiore è il carico elettrico dell'utente finale, maggiori sono i vantaggi e gli incentivi a effettuare il passaggio al mercato all'ingrosso.
I mercati delle materie prime legate all'energia, richiesti e gestiti (e pagati) dagli operatori di mercato per garantirne l'affidabilità, sono considerati servizi ausiliari.
Le borse elettriche operanti in Europa sono le seguenti:
- Albania: ALPEX[10]
- Austria: Nord Pool[11], EPEX SPOT[12], EXAA[13]
- Belgio: Nord Pool[11], EPEX SPOT[12]
- Bosnia ed Erzegovina: Nessuna[14][15]
- Bulgaria: IBEX[16]
- Croazia: CROPEX[17]
- Rep. Ceca: OTE[18]
- Danimarca: Nord Pool[11], EPEX SPOT[12]
- Estonia: Nord Pool[11]
- Finlandia: Nord Pool[11], EPEX SPOT[12]
- Francia: Nord Pool[11], EPEX SPOT[12]
- Germania: Nord Pool[11], EPEX SPOT[12]
- Grecia: EnEx[19]
- Islanda: Elma[20]
- Irlanda: SEMOpx[21]
- Italia: IPEX[22]
- Kosovo: ALPEX[10]
- Lettonia: Nord Pool[11]
- Lituania: Nord Pool[11]
- Lussemburgo: Nord Pool[11], EPEX SPOT[12]
- Macedonia del Nord: MEMO[23]
- Montenegro: MEPX[24]
- Norvegia: Nord Pool[11], EPEX SPOT[12]
- Paesi Bassi: Nord Pool[11], EPEX SPOT[12]
- Polonia: Nord Pool[11], EPEX SPOT[12], TGE[25]
- Portogallo: OMIP[26]
- Regno Unito: Nord Pool[11], EPEX SPOT[12]
- Romania: OPCOM[27], BRM[28]
- Russia: ATS[29]
- Serbia: SEEPEX[30]
- Slovacchia: OKTE[31]
- Slovenia: BSP[32]
- Spagna: OMIE[33]
- Svezia: Nord Pool[11], EPEX SPOT[12]
- Svizzera: EPEX SPOT[12]
- Turchia: EPİAŞ[34]
- Ucraina: UEEX[35]
- Ungheria: HUPX[36]

### Equilibrio di mercato
Le transazioni all'ingrosso (bid e offer) di energia elettrica vengono solitamente compensate e regolate dal gestore del mercato o da un'entità indipendente appositamente incaricata esclusivamente di tale funzione. Gli operatori di mercato possono o meno compensare le negoziazioni, ma spesso hanno bisogno di conoscere la negoziazione per mantenere l'equilibrio di generazione e carico.
I mercati dell'elettricità scambiano la produzione netta di energia elettrica per una serie di intervalli, solitamente in incrementi di 5, 15 o 60 minuti.
Nel mercato del giorno prima i clienti possono vendere o acquistare energia per le successive 24 ore in un'asta chiusa. Gli ordini vengono abbinati per massimizzare il benessere sociale, tenendo in considerazione i vincoli di rete imposti dagli operatori del sistema di trasmissione. Il mercato infragiornaliero (in cui la compravendita di energia avviene in relazione al giorno stesso) invece interagisce con il mercato del giorno prima per contribuire a garantire l'equilibrio tra domanda e offerta, poiché è possibile negoziare gli scambi in prossimità dell'ora in cui deve avvenire la consegna fisica dell'energia.
Per determinare quali produttori vengono dispacciati si possono utilizzare due tipi di asta:
- Asta doppia: l'operatore di mercato aggrega sia le offerte per ciascun intervallo a seconda del loro ordine di merito (formando una curva di offerta) sia le domande (curva di domanda). Il prezzo di equilibrio è definito dall'intersezione delle curve di domanda e offerta per ogni intervallo di tempo.[40]
- Asta inversa singola: l'operatore aggrega solo le offerte di fornitura e dispaccia la combinazione di opzioni più economica.

Per la determinazione del prezzo, il mercato può utilizzare uno dei due seguenti metodi:
- Pay-as-bid (pagamento in base all'offerta), in cui a ciascun aggiudicatario viene pagato il prezzo indicato nella propria offerta.
- Pay-as-clear: noto anche come sistema di prezzi uniformi o sistema di prezzi marginali. A tutti i partecipanti viene pagato il prezzo dell'offerta vincente più alta (prezzo di aggiudicazione). Questo sistema è comunemente utilizzato dai mercati dell'elettricità.[41]

Curve aggregate di domanda e offerta nel mercato elettrico

Nel sistema pay-as-bid, la strategia di mercato può indurre i produttori a presentare offerte molto più alte del loro costo reale, perché questi verranno dispacciati fintanto che la loro offerta sarà inferiore al prezzo di aggiudicazione.
In assenza di collusione, ci si aspetta che il prezzo marginale incentivi i produttori a presentare offerte vicine al loro costo marginale di breve periodo (short run marginal cost, SMRC) per evitare il rischio di non vedere la propria offerta accettata. Il prezzo marginale è anche più trasparente, poiché nuovi partecipanti conoscono già il prezzo di mercato e possono stimare la redditività in comparazione al proprio costo marginale. Per aver successo nel sistema pay-as-bid, l'offerente ha bisogno di informazioni anche sulle altre offerte. A causa dei rischi più elevati del sistema pay-as-bid, questo offre un vantaggio ai grandi operatori che sono meglio attrezzati a stimare il mercato e ad assumere il rischio (ad esempio, con un'offerta elevata per alcune delle loro unità). Tuttavia, il prezzo marginale fa sì che i produttori vengano pagati più dei prezzi di offerta, portando a richieste di sostituirlo con il sistema pay-as-bid nonostante l’incentivo all’offerta strategica. L'energia elettrica è uno dei pochi beni che può avere un prezzo negativo.

### Mercati centralizzati e decentralizzati
Per gestire tutti i vincoli mantenendo il sistema elettrico in equilibrio, è necessaria un'agenzia centrale, l'operatore di trasmissione energetica (TSO), che coordini la programmazione e il dispacciamento. Se la frequenza supera i limiti prestabiliti, l'operatore del sistema interverrà per aggiungere o rimuovere la generazione o il carico elettrico.
A differenza delle decisioni in tempo reale che sono necessariamente centralizzate, il mercato elettrico stesso può essere centralizzato o decentralizzato.
Nel mercato centralizzato, il TSO decide quale impianto far funzionare e quanto deve produrre, molto prima della consegna (durante la fase del mercato del giorno prima).
In un mercato decentralizzato il produttore si impegna solo a fornire l'elettricità, ma i mezzi per farlo sono lasciati al produttore stesso (ad esempio, può stipulare un accordo con un altro produttore per la fornitura effettiva dell'energia). I mercati centralizzati facilitano l’adattamento alle condizioni variabili, mentre quelli decentralizzati consentono transazioni infragiornaliere per correggere le decisioni potenzialmente subottimali prese il giorno prima, ad esempio, adattandosi alle previsioni meteorologiche per le energie rinnovabili.
Per adattarsi ai vincoli della rete di trasmissione, i mercati centralizzati utilizzano in genere prezzi marginali localizzati (locational marginal pricing, LMP), in cui ogni nodo ha il proprio prezzo di mercato locale (da qui il nome alternativo di prezzi nodali). Considerazioni politiche a volte rendono non accettabile obbligare i consumatori nello stesso territorio, ma collegati a nodi diversi, a pagare prezzi diversi per l'elettricità, pertanto viene utilizzato un modello modificato di prezzi nodali dei generatori: ai generatori vengono comunque pagati i prezzi nodali, mentre le entità che servono il carico addebitano agli utenti finali prezzi che vengono calcolati come media sul territorio. Molti mercati decentralizzati non utilizzano l'LMP e hanno un prezzo stabilito su una zona geografica (da cui il nome prezzo zonale).

### Gestione del rischio
La gestione del rischio finanziario è spesso una priorità assoluta per i partecipanti ai mercati elettrici deregolamentati, a causa degli ingenti rischi di prezzo e di volume che tali mercati possono presentare. Una conseguenza della complessità del mercato all'ingrosso dell'elettricità può essere un'estrema volatilità dei prezzi nei periodi di picco della domanda e di carenza di offerta. Le caratteristiche specifiche di questo rischio di prezzo dipendono in larga misura dai fondamentali fisici del mercato, come il mix di tipologie di impianti di generazione e la relazione tra domanda e andamenti meteorologici. Il rischio di prezzo può manifestarsi attraverso picchi di prezzo difficili da prevedere e gradini di prezzo quando la posizione del combustibile o dell'impianto sottostante cambia per lunghi periodi.
Il rischio di volume è spesso utilizzato per indicare il fenomeno per cui i partecipanti al mercato dell'elettricità hanno volumi o quantità incerte di consumo o produzione. Ad esempio, un rivenditore non è in grado di prevedere con precisione la domanda dei consumatori per una determinata ora con un orizzonte temporale superiore a qualche giorno, mentre un produttore non è in grado di prevedere con esattezza l'orario in cui si verificherà un'interruzione dell'impianto o una carenza di combustibile. Un fattore aggravante è anche la correlazione comune tra eventi estremi di prezzo e volume. Ad esempio, i picchi di prezzo si verificano spesso quando alcuni produttori hanno periodi di fuori servizio degli impianti o quando alcuni consumatori si trovano in un periodo di picco dei consumi. L'introduzione di quantità sostanziali di fonti energetiche intermittenti, come l'energia eolica, può influire sui prezzi di mercato.
I rivenditori di energia elettrica, che nel complesso acquistano dal mercato all'ingrosso, e i produttori, che vendono al mercato all'ingrosso, sono esposti a questi effetti di prezzo e volume e, per proteggersi dalla volatilità, stipuleranno contratti di hedging tra loro. La struttura di questi contratti varia a seconda del mercato regionale a causa delle diverse convenzioni e strutture di mercato. Tuttavia, le due forme più semplici e comuni sono i contratti forward a prezzo fisso per consegna fisica e i contratti per differenza in cui le parti concordano un prezzo di esercizio per periodi di tempo definiti. Nel caso di un contratto per differenza, se un indice dei prezzi all'ingrosso risultante (come indicato nel contratto) in un qualsiasi periodo di tempo è superiore al prezzo di esercizio, il generatore rimborserà la differenza tra il prezzo di esercizio e il prezzo effettivo per quel periodo. Allo stesso modo, un rivenditore rimborserà la differenza al generatore quando il prezzo effettivo è inferiore al prezzo di esercizio.

## Mercato al dettaglio
Il mercato al dettaglio dell'elettricità esiste quando i clienti finali possono scegliere il proprio fornitore tra i rivenditori di energia elettrica concorrenti. I consumatori finali acquistano elettricità dai rivenditori che possono indicizzare il prezzo a prezzi in tempo reale (basati sul prezzo all'ingrosso) o se debbano pagare un prezzo stabilito in altro modo, ad esempio in base ai costi medi annui. In molti mercati, i consumatori non pagano in base al prezzo in tempo reale e quindi non hanno alcun incentivo a ridurre la domanda nei periodi di prezzi elevati (all'ingrosso) o a spostare la domanda ad altri periodi. La risposta alla domanda può avvalersi di meccanismi di determinazione dei prezzi o soluzioni tecniche per ridurre i picchi di domanda.Sebbene le strutture di mercato varino, vi sono alcune funzioni comuni che un rivenditore di energia elettrica deve essere in grado di svolgere o per le quali deve stipulare un contratto per competere efficacemente. Il fallimento o l'incompetenza nell'esecuzione di uno o più dei seguenti atti ha portato ad alcuni drammatici disastri finanziari:
- Fatturazione
- Controllo del credito
- Gestione del cliente tramite un efficiente call center
- Contratto di distribuzione e utilizzo del sistema
- Accordo di riconciliazione
- Contratto di acquisto nei mercati all'ingrosso
- Contratti di hedging per gestire il rischio del prezzo all'ingrosso

Per un commercio al dettaglio competitivo è necessario un libero accesso alle reti di distribuzione e trasmissione. Ciò a sua volta richiede che vengano stabilite le tariffe per entrambi i servizi. Devono inoltre garantire adeguati ritorni ai proprietari dei cavi e incoraggiare l'ubicazione efficiente delle centrali elettriche. Esistono due tipi di tariffe: la tariffa di accesso e la tariffa ordinaria. Il canone di accesso copre i costi per avere e accedere alla rete di cavi disponibile, ovvero il diritto di utilizzare la rete di trasmissione e distribuzione esistente. La tariffa ordinaria riflette il costo marginale del trasferimento dell'elettricità attraverso la rete elettrica esistente.